# 李嗣弼
李嗣弼，五代十国晋国将领，李克用堂弟李克修的长子，李嗣肱的哥哥。
李嗣弼被晋王李克用任命为泽州刺史，天祐四年（907年），后梁康懷貞率兵到达潞州，晋国昭義節度使李嗣昭、副使李嗣弼闭城拒守。康怀贞日夜攻打，半月没有攻下。后来李嗣弼历任横海节度副使、涿州刺史。天祐十九年（922年），契丹国侵犯燕、赵，十二月，围涿州，有白兔缘垒而上，当天涿州被攻陷。李嗣弼举家被俘，迁居契丹。